# Tunahan Cicek
Tunahan Cicek (* 12. května 1992, Arbon, Švýcarsko) je švýcarský fotbalový záložník tureckého původu, který hraje v klubu FC Winterthur.

## Klubová kariéra
Cicek zahájil ve Švýcarsku fotbalovou kariéru v létě 2010 v klubu FC St. Gallen. V březnu 2014 posílil jiný švýcarský klub FC Winterthur.